# Håkon Bryhn
Håkon Piro Bryhn (* 14. August 1901 in Oslo; † 15. Dezember 1968 ebenda) war ein norwegischer Segler.

## Erfolge
Håkon Bryhn wurde 1928 in Amsterdam bei den Olympischen Spielen in der 6-Meter-Klasse Olympiasieger. Er war Crewmitglied der von Skipper Johan Anker gesteuerten Yacht Norna des norwegischen Kronprinzen Olav, das in sieben Wettfahrten drei Siege einfuhr und damit vor dem dänischen Boot mit zwei Siegen und dem estnischen Boot mit einem Sieg den ersten Platz belegte. Neben Bryhn gehörten Johan Ankers Sohn Erik Anker und der damalige Kronprinz Olav, später König Olav V. von Norwegen, zur Crew.